# Chlorotabanus crepuscularis
Chlorotabanus crepuscularis är en tvåvingeart som beskrevs av Joseph Charles Bequaert 1926. Chlorotabanus crepuscularis ingår i släktet Chlorotabanus och familjen bromsar. Inga underarter finns listade i Catalogue of Life.